# Savannah Gold
Savannah Gold (ur. 29 października 1984 w Yorkshire, zm. 17 października 2011 tamże) – brytyjska aktorka pornograficzna.

## Życiorys
Urodziła się w Yorkshire w Anglii. W wieku 19 lat Savanhah rozpoczęła karierę w branży porno. Pracowała również jako dziewczyna do towarzystwa w Londynie, po podpisaniu wyłącznej umowy z agencją Bluebird, z czasem jednak zerwała kontrakt. W 2007 roku przyjechała do Stanów Zjednoczonych i postanowiła zostać na czas nieokreślony w Los Angeles.
Brała udział głównie w filmowych produkcjach brytyjskich i amerykańskich takich firm jak: Hustler, BangBros, Anabolic, Brazzers, Reality Kings, Evil Angel, New Sensations, Digital Sin czy Red Light District.
Savanah występowała też w programach telewizyjnych w Anglii i Stanach Zjednoczonych. Przeprowadzała także demonstracje w radiu. W wywiadzie dla Bang Bros powiedziała: „Jestem dziką dziewczyną, uwielbiam imprezy, ale w tym samym czasie lubię szampana w niedzielę na plaży”.
17 listopada 2006 roku w Hammersmith Palais w dzielnicy Londynu Hammersmith została uhonorowana nagrodą BGAFD (British Girls Adult Film Database) w kategorii „Najlepsza kobieta w brytyjskich filmach dla dorosłych”.
Wzięła udział w serialu dokumentalnym The Dark Side of Porn (2006) Davida Clewsa, a także pojawiła się w komediach: SSI: Sex Squad Investigation (2006) jako Jessica Shrub i From Hollywood to Hollywood (2010) jako dziewczyna w telewizji.
Przez krótki czas była mężatką z aktorem porno Dannym Mountainem, z którym brała udział w scenach seksu w Fetish Desires 4 (2006) i World Cups (2006).
W lipcu 2010 brytyjska gazeta The Sun poinformowała, że Savanna Gold w swoim mieszkaniu w Londynie została zaatakowana przez, Shohidula Islama, bukmachera z fałszywą bronią, który próbował ją obrabować. Napastnik próbował ją udusić, zadając jej głęboką ranę w gardle. Pomoc przyszła dzięki sąsiadom, którzy, zaniepokojeni wrzaskiem, wezwali policję. Gold została znaleziona w kałuży krwi, naga, na podłodze domu i natychmiast przetransportowana do szpitala. Gold spędziła kilka miesięcy w Hiszpanii. Mężczyzna, po przyznaniu się, że wszedł do jej domu z wyłącznym zamiarem dokonania rabunku, został skazany na osiem lat więzienia.
Zmarła 1 października 2011 roku w Yorkshire z powodu tętniaka mózgu w wieku 26 lat.

## Nagrody i nominacje
| Rok  | Nagroda             | Kategoria                                             | Film                  | Inni wykonawcy                                                   | Rezultat  |
| ---- | ------------------- | ----------------------------------------------------- | --------------------- | ---------------------------------------------------------------- | --------- |
| 2006 | UK Adult Film Award | Najlepsza kobieta w brytyjskich filmach dla dorosłych | –                     | –                                                                | Wygrana   |
| 2009 | AVN Award           | Najlepsza scena seksu grupowego                       | Oil Overload 1 (2008) | August Knight, Manuel Ferrara, Angelina Valentine i Velicity Von | Nominacja |